# Fort Saint-Sauveur
Le fort Saint-Sauveur, ou fort du Réduit, est un ancien fort réduit situé rue du Réduit à Lille, dans le département du Nord, en France. Sa chapelle a été classée monument historique en 1910 et le reste du fort inscrit en 1946.
Ce site est desservi par la station de métro Lille Grand Palais.

## Histoire

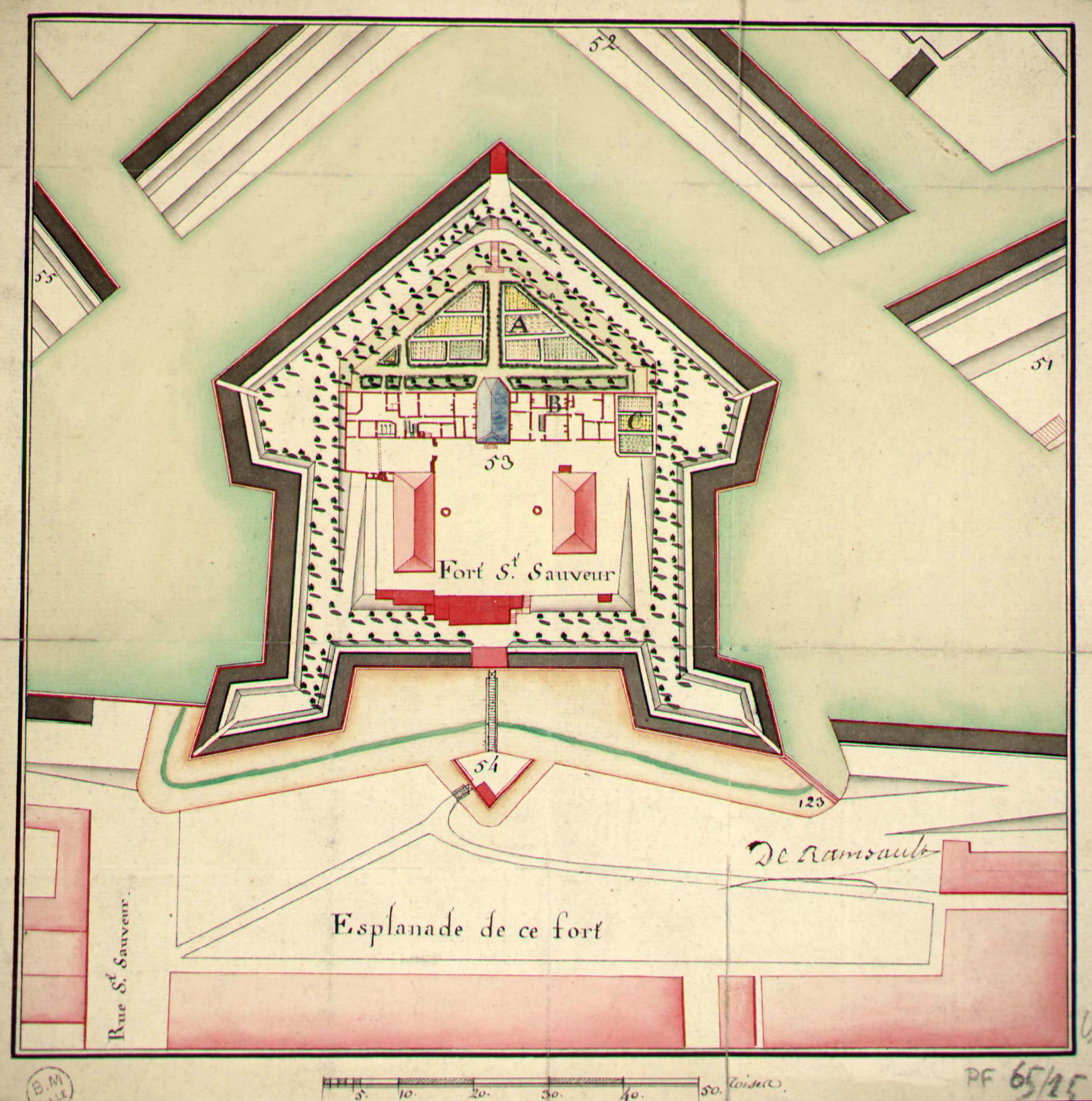
Plan du fort après les travaux ordonnés par Vauban

Le fort Saint-Sauveur tire son nom de la paroisse dans laquelle il est installé. Il existait déjà lors de l'époque espagnole, sous le nom de Fort Campi. Il est profondément remanié à partir de 1674 sur les ordres de Vauban dans le cadre du renforcement du dispositif de défense de la ville avec, notamment, l'intégration de bastions au périmètre fortifié.
C'est l'un des cinq réduits établis par Vauban et l'un des trois, avec ceux de Strasbourg et de Besançon, construits dans une ville avec citadelle.
Inscrit dans les remparts de la ville, le fort Saint-Sauveur est la seule partie à être bastionnée à la fois vers la campagne, mais aussi vers la ville. De fait, Louvois écrit à Vauban, dans une lettre du 4 janvier 1673 : « Le Roy croyant que rien n'est si important à son service que de mettre les bourgeois des villes nouvellement conquises hors d'estat de pouvoir rien entreprendre dans quelque conjoncture que ce puisse estre contre son service, Sa Majesté a resolu de faire travailler incessament à l'Isle à fermer le bastion de Saint-Sauveur, du costé de la ville et à y faire un rempart capable de porter du canon, qui puisse battre la ville, s'il estoit nécessaire (...) »
Les travaux achevés, Vauban décrit le fort comme une mini citadelle pouvant servir de point d'appui aux forces de l'ordre en cas de sédition du quartier populaire de Saint-Sauveur. Il écrit à son sujet : « Ce fort est accommodé de tous le bâtiments nécessaires et rempli de toutes les munitions de guerre et de bouche, ayant de plus une petite garnison particulière et un commandant, comme la Citadelle. Du côté de la campagne, il ne fait que l'office d'un grand bastion, mais très bien placé par les deux qui l'avoisinent. Il ne sert pas peu à contenir les émotions de ce quartier fort peuplé de menus gens qui n'ont rien à perdre et qui, par conséquent, a toujours été le plus séditieux de la ville. »
Constamment militarisé depuis sa création, le fort est affecté en totalité au service du génie en 1820. La déclassification des fortifications qui entourent le fort à la suite de l'extension de la ville de 1858 conduit, dans les années 1860, au démantèlement de l'enceinte et à la disparition des fossés et remparts. L'espace dégagé permet la création du square Ruault aujourd'hui remplacé par l'Hôtel de ville. Les bâtiments situés dans l'enceinte du fort sont en revanche préservés. Modernisés au sortir de la seconde guerre mondiale, ils accueillent encore aujourd'hui les bureaux de l'établissement du Génie de Lille et le gouverneur militaire de Lille.

## Architecture
Le Fort Saint-Sauveur a été déclassé en 1859 et il ne comprend plus aujourd'hui que quatre bâtiments d'origine et une chapelle de style classique sur une surface d'environ 8 000 m2.

### Chapelle
La chapelle est construite en pierre de Lezennes entre 1674 et 1707, date à laquelle elle est consacrée par Joseph-Clément de Bavière, archevêque de Cologne. Sa façade est organisée en trois travées et trois niveaux. Les deux premiers sont percés de baies en plein cintre. Au premier niveau, des pilastres ioniques portent un entablement dont la frise est sculptée d'une alternance de fleurs de lys et de monogrammes du roi. Le portail est surmonté d'une clé ornée d'une tête d'angelot. Au deuxième niveau, une baie centrale est encadrée de pilastres corinthiens réunis par des chutes de feuilles et des rubans. Les pilastres soutiennent deux tympans courbes qui portent les armes royales entourées de laurier. Au troisième niveau, dans un bas-relief carré, deux femmes drapées à l'antique lèvent les pans d'un voile pour découvrir deux écus couronnés. L'ensemble est surmonté d'un fronton courbe encadré de deux volutes et, en retrait, d'un petit clocher hexagonal.
À l'intérieur de la chapelle, seul l'encadrement du tableau d'autel a été préservé. Le retable en pierre sculptée comprend, sur les côtés, deux grands pilastres à chapiteaux corinthiens supportant un entablement cintré surmonté d'une figure de Dieu le père sculptée en bas relief. Au-dessous, dans un cartouche, se détache une colombe aux ailes déployées figurant l'esprit saint. La chapelle présente également une mezzanine et une charpente remarquable.

## Galerie

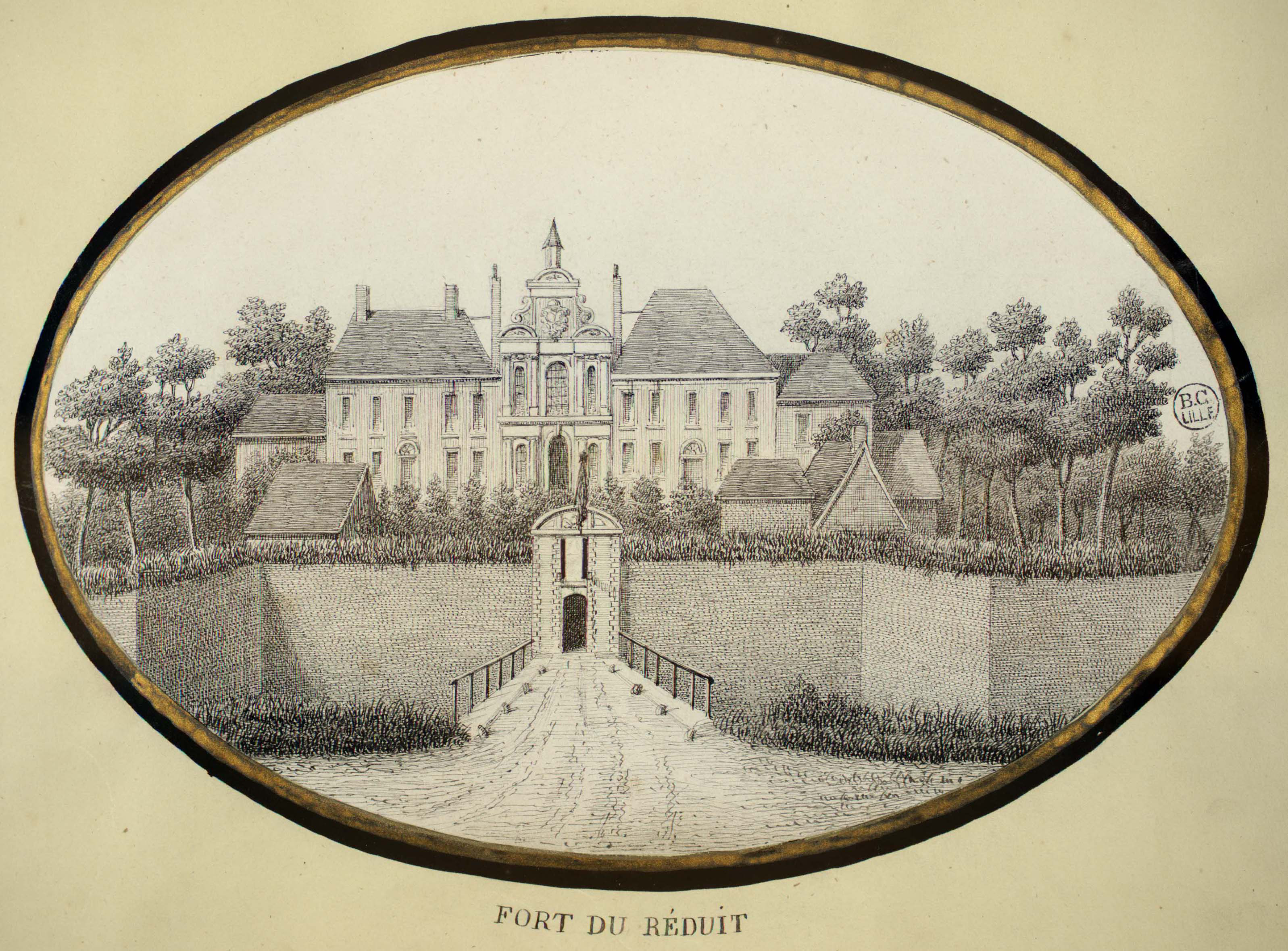
entrée du Fort du Réduit avant 1860
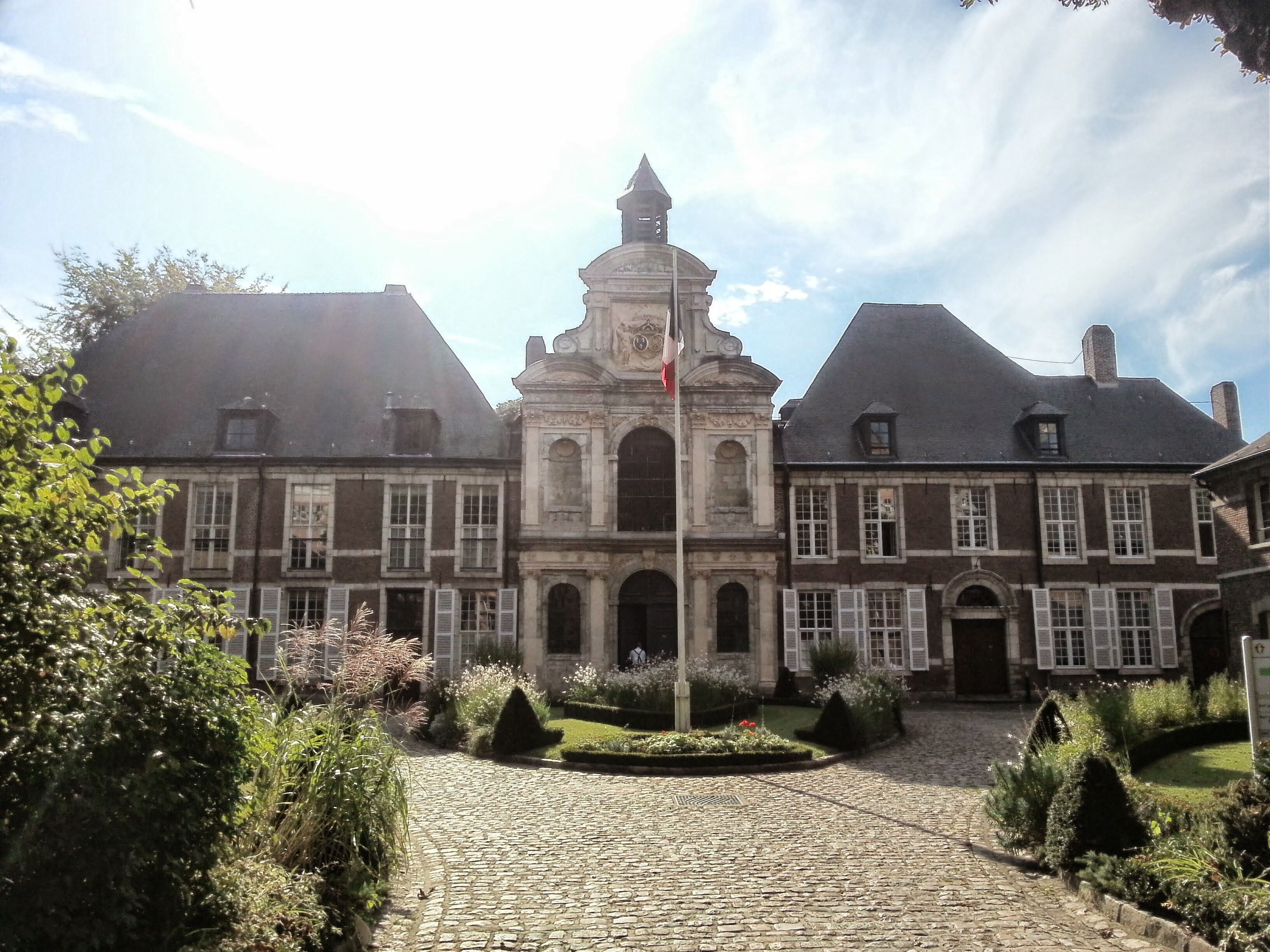
le fort dans son ensemble
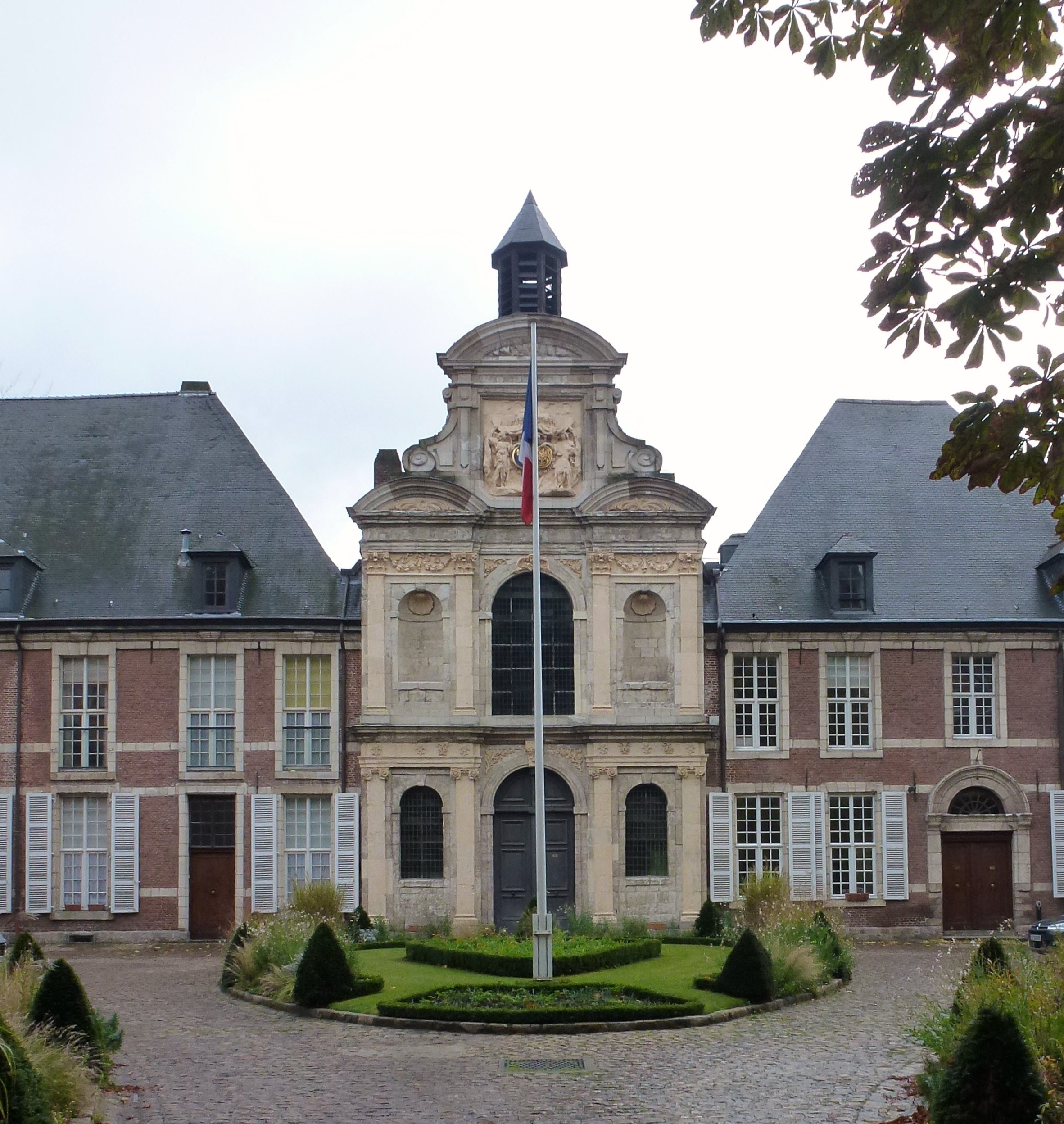
Lille Chapelle du Réduit
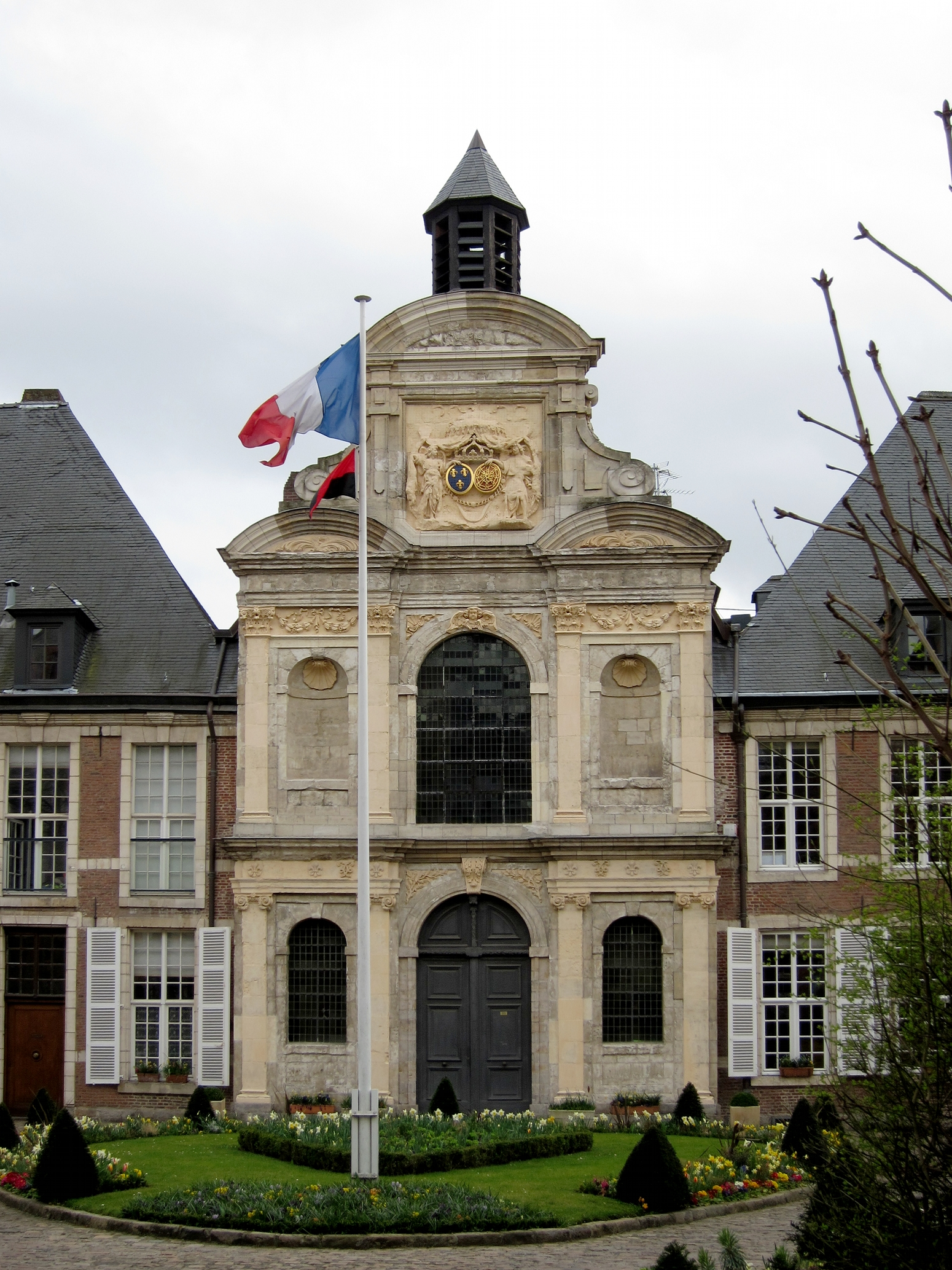
La chapelle
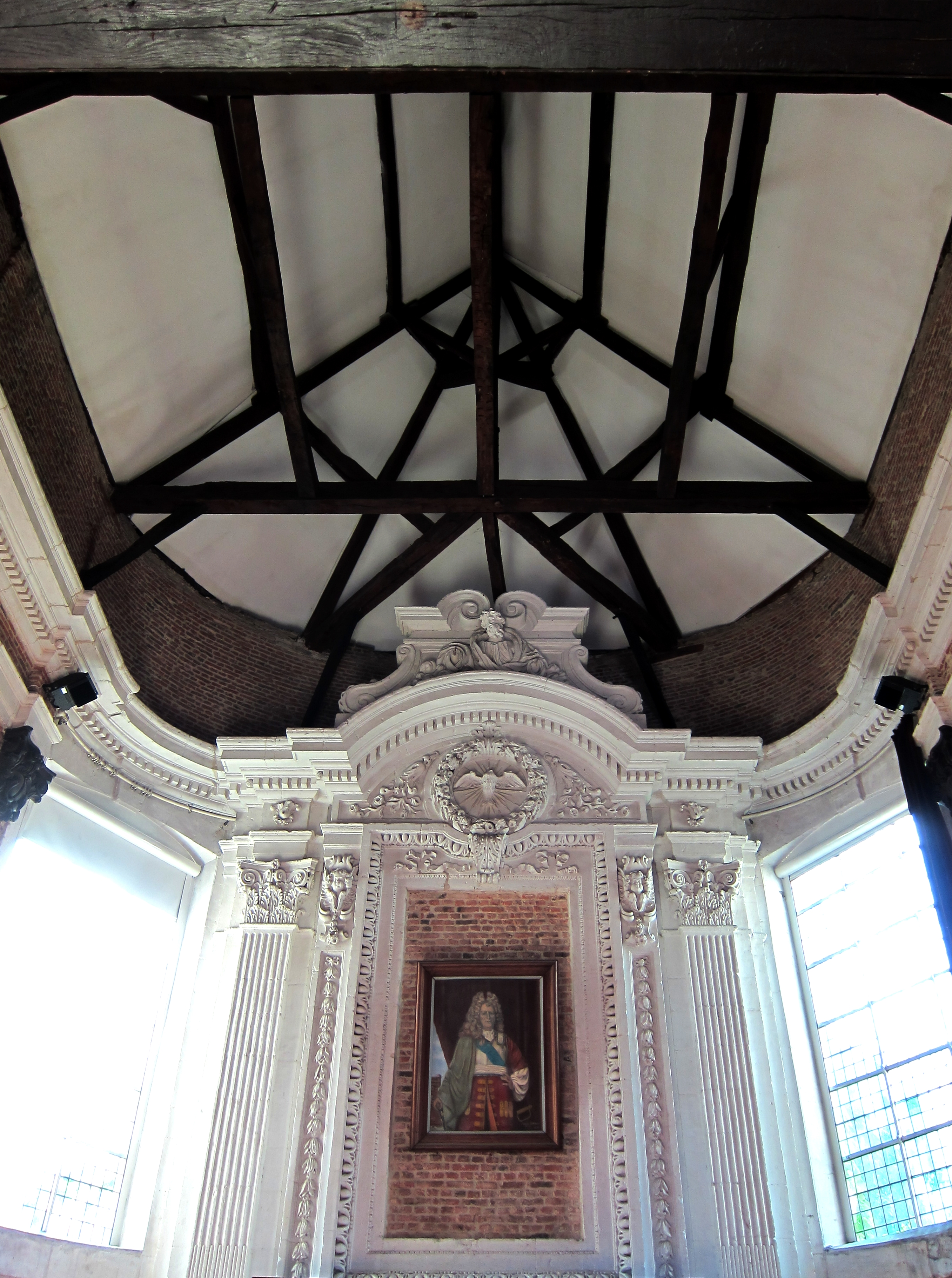
L'intérieur de la chapelle